# La Filarmónica
La Filarmónica va ser un ateneu reusenc fundat el 1860 i que va tenir activitat almenys fins al 1883.
Organitzada com altres entitats de l'època amb un afany pedagògic i instructiu, tenia com a primera finalitat l'ensenyament de la música i la seva divulgació. El 1860 impartia classes gratuïtes de primeres lletres i de solfeig, oferia concerts i tenia una bona biblioteca. Aquell any es va instal·lar al Palau Miró. El 1863 era considerada una societat recreativa i instructiva, per la seva biblioteca i per la varietat de classes que impartia. El 1864 es va redactar un nou reglament signat pel secretari Gaietà Sabater i aprovat pel govern civil el 30 de juny. Segons aquests estatuts La Filarmónica tenia com a objectiu divulgar la música "por cuantos medios estén a su alcance", la lectura de periòdics i llibres a la biblioteca i "el lícito recreo que proporcionan los juegos permitidos por la ley". Es declarava apolítica i prohibia discutir de religió i política als seus locals. Per a poder ser soci, n'hi havia d'honoraris, de número, de mèrit, transeünts i gratuïts, s'havien de tenir 18 anys. Eren socis honoraris els diputats a Corts pel districte, l'alcalde, el jutge de primera instància, el fiscal, els diputats provincials, el comandant militar, els presidents de les societats culturals reusenques i els músics majors dels regiments de la ciutat. Els socis de número pagaven 40 rals de drets d'entrada i 16 rals mensuals. El de mèrit eren les persones de reconeguda aptitud musical, de Reus o que hi residissin. Els socis gratuïts eren els que tenien dos o més membres de la família com a socis de número, els joves que haguessin estudiat com a mínim sis mesos de música i no tinguessin 18 anys i els músics o cantants pobres recomanats per mestres directors. La biblioteca prohibia treure llibres i periòdics de la sala de lectura, demanava als socis que fessin aportació de fons bibliogràfics, encara que no admetien cap publicació que anés contra la moral i hi actuava un bibliotecari nomenat per la junta. La societat va obrir una escola per a impartir "tots els coneixements musicals", va fundar una orquestra i un cor, amb directors diferents. Un dels col·laboradors més actius va ser el músic reusenc Victorí Agustí. Oliver Oliva va dirigir alguns dels concerts que donava l'entitat.
Preocupada per la situació social, l'entitat va fer diverses aportacions el 1862 i el 1864 a una subscripció per als obrers en atur. La Filarmónica va ser clausurada en una data indeterminada de 1867 i reoberta el gener de 1868 com a estrictament recreativa, i per aquest motiu un grup de socis van crear "El Ateneo Liberal" que impartia classes al mateix local. Durant el Sexenni els seus locals van ser utilitzats com a col·legis electorals. El mes d'octubre de 1868 a la sala d'actes s'hi va celebrar una reunió per a demanar la reobertura del Centre de Lectura, presidida per Josep Maria Morlius. Reoberta, aquesta entitat es va instal·lar també al Palau Miró. El 1878 va col·laborar en el certamen organitzat pel Centre de Lectura. El 1883 seguia encara fent concerts i impartint classes de música.